# Eulasia naviauxi
Eulasia naviauxi es una especie de coleóptero de la familia Glaphyridae.

## Distribución geográfica
Habita en Irán.